# St-Martin (Lados)

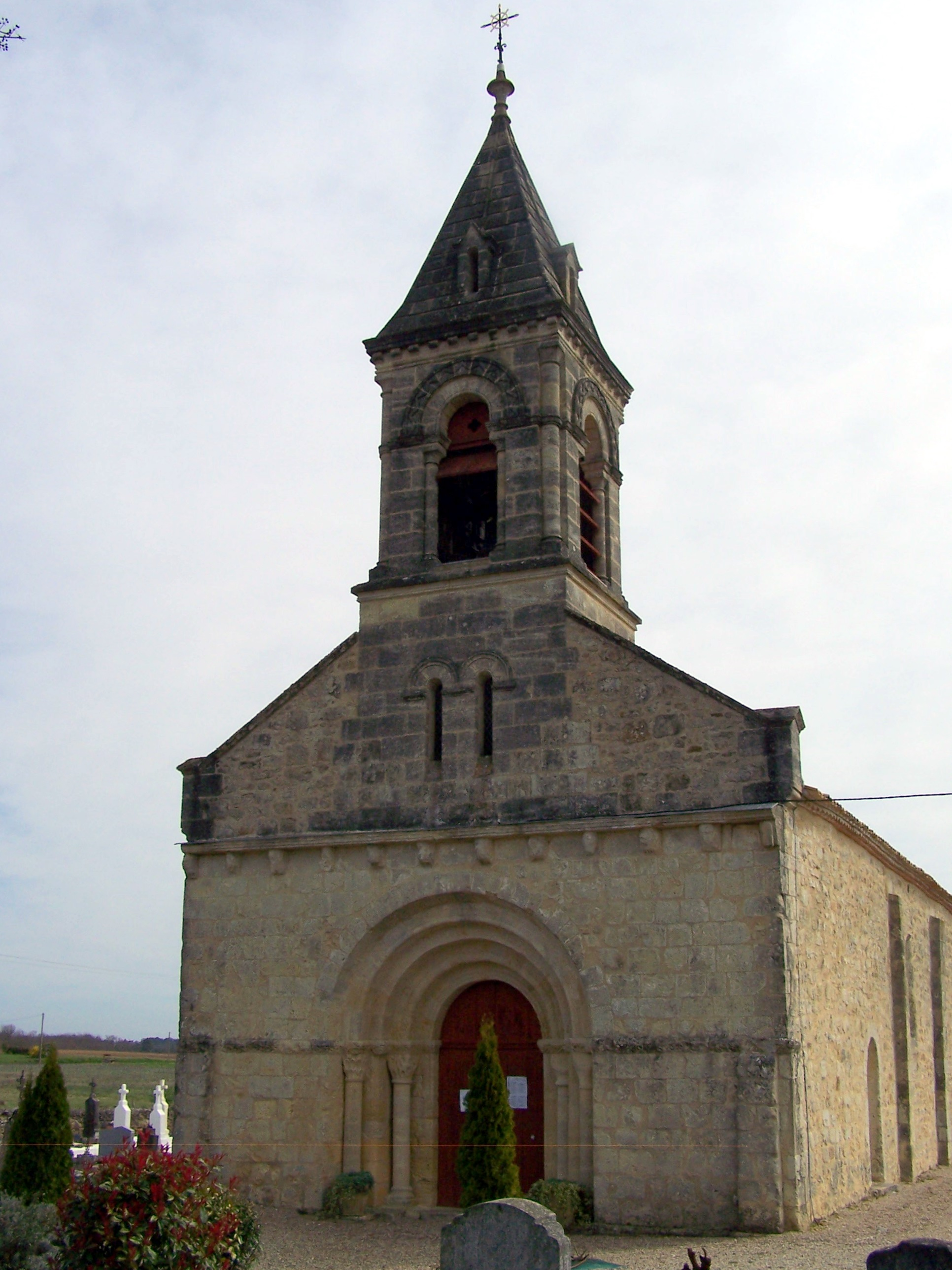
Kirche St-Martin in Lados

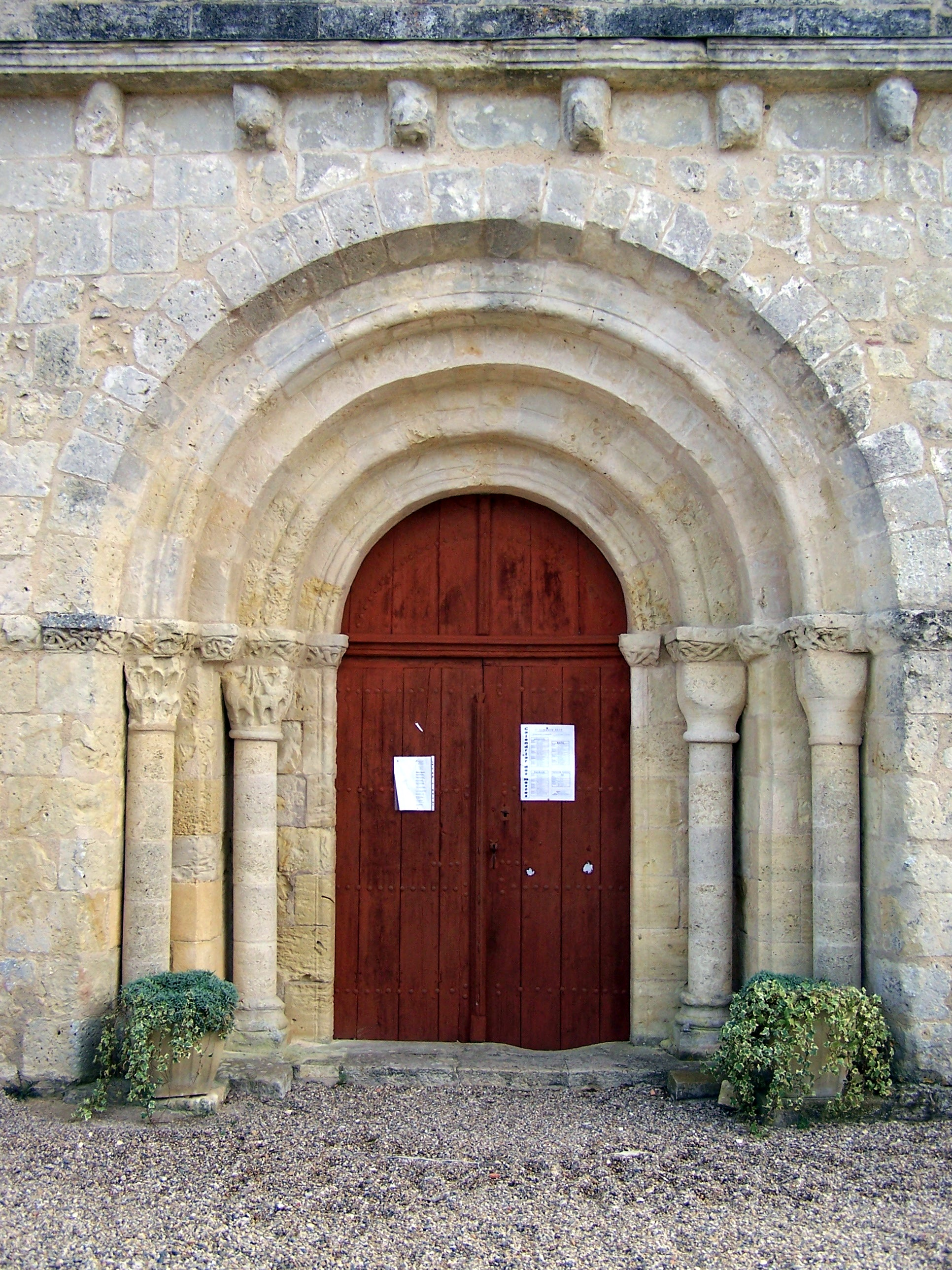
Rundbogenportal

Die katholische Pfarrkirche St-Martin in Lados, einer französischen Gemeinde im Département Gironde in der Region Nouvelle-Aquitaine, wurde im 12. Jahrhundert errichtet und im 16. Jahrhundert verändert. Die Fassade der Kirche mit dem romanischen Portal wurde 1925 als Monument historique klassifiziert.
Die Kirche ist dem heiligen Martin geweiht. Nach einem Brand im Jahr 1883, der von einem Blitzschlag verursacht wurde, entstand der rechteckige Glockenturm.  

## Ausstattung
Von der Ausstattung ist eine Madonna mit Kind aus Kalkstein, die aus dem 15. Jahrhundert stammt, erwähnenswert.
Siehe auch: Liste der Monuments historiques in Lados#Liste der Objekte